# Родзин, Николай Иванович
Николай Иванович Родзин (28 марта 1924 — 4 марта 1978) — советский украинский художник, график. Член Союза художников СССР (с 1958 года), Заслуженный художник УССР (1972).

## Биография
Родился 28 марта 1924 года в селе Новосёловка, Харьковская область.
Окончив школу, в 1940 году поступил в Днепропетровское государственное художественное училище, но обучение прервала Великая Отечественная война. В 17 лет Родзин добровольцем подался в истребительный батальон, потом, окончив Ачинское военно-пехотное училище, был назначен командиром стрелкового взвода и воевал в составе 1-го Белорусского фронта. 
В 1944 году получил серьёзное ранение и после реабилитации уволился в запас по инвалидности. Награждён медалями «За победу над Германией в Великой Отечественной войне 1941—1945 гг.» (1945), медалью «За трудовое отличие» (1960), «20 лет победы в Великой Отечественной войне 1941—1945 гг.» (1965), «30 лет победы в Великой Отечественной войне 1941—1945 гг.» (1975).
После войны Родзин продолжил обучение в художественном училище (1945—1949), его преподавателями были Михаил Панин и Николай Погребняк.
В 1955 году окончил Харьковский художественный институт, где с подачи руководителя мастерской В. Ф. Мироненко увлёкся офортом, он же повлиял на выбор темы дипломной работы Родзиным. Дипломная работа «Индустриальные мотивы» представляла собой серию из 12 гравюр, которые изображали крупнейшие металлургические заводы, шахты, рудники Днепропетровска, Кривого Рога, Мариуполя, Запорожья. Оценка дипломной — отлично.
С 1955 года художник регулярно принимал участие в зарубежных, всесоюзных, республиканских, областных выставках. Осенью 1967 года в залах Днепропетровского художественного музея открылась персональная выставка Николая Родзина. В 1974 году состоялась ещё одна персональная выставка, посвящённая 50-летнему юбилею художника. Его персональные выставки проходили в Киеве, Днепропетровске, Саратове, Севастополе.
В 1958 году Родзин стал членом Союза художников СССР. Работы художника начали появляться в коллекциях музеев, в частности, Государственная Третьяковская галерея приобрела два офорта: «Индустриальный Днепропетровск» и «Передовая доменная печь».
Родзин работал в области станковой графики, его основной профиль — индустриальный пейзаж. Его называли «певцом индустриальной темы». В основном он работал в технике офорта, но также использовал и другие техники: акватинта, гравюра, мягкий лак.
Художественное наследие Родзина составляет сотни офортов, линогравюр, акварелей, рисунков тушью, углём и карандашом. В его творчестве были монументальные эстампы, декоративные плакаты, миниатюры-экслибрисы.
В 1955—1965 годах он преподавал спецкурсы в Днепропетровском государственном художественном училище.
Был делегатом ряда Республиканских и Всесоюзных съездов советских художников. Был ответственным секретарём Днепропетровского отделения Союза художников УССР (1964—1978).
Помимо творческой и педагогической деятельности, Николай Родзин активно занимался популяризацией изобразительного искусства, встречался с людьми в населённых пунктах области, организовывал выставки во дворцах культуры больших промышленных и сельскохозяйственных предприятий. В те годы в ряде школ Днепропетровска благодаря Николаю Родзину появились школьные музеи и уголки изобразительного искусства.
В последние годы жизни, превозмогая болезнь, Родзин работал над акварельным циклом, но выставка этих работ состоялась уже после его смерти.
Николай Родзин скончался 4 марта 1978 года. Похоронен в городе Днепре на Сурско-Литовском кладбище.
Работы Родзина хранятся в Государственной Третьяковской галерее, Днепропетровском национальном историческом музее им. Д. И. Яворницкого, художественных музеях Днепропетровска, Харькова, Донецка, Луганска и других городов (всего более 60 музеев СНГ), частных коллекциях.
В 1980 году на доме по проспекту Пушкина 61, где он жил вместе с семьёй, была установлена бронзовая мемориальная доска (скульптор Константин Чеканев).

## Работы
- «Индустриальные мотивы» (1955),
- «Днепропетровск — город чугуна, стали и проката» (1957),
- «Каховская ГЭС» (1956—1957),
- «Комсомольские стройки Днепропетровщины» (1959—1960),
- «По Украине» (1969),
- «Страницы жизни» (1964),
- «Мой край» (1967),
- «Строительство ДП-9» (1974—1975),
- Цикл рисунков «Спасение Севастопольской панорамы в годы Великой Отечественной войны. 1942 год» (1954—1978).